# Enclos paroissial de Brasparts

L'enclos paroissial de Brasparts est un enclos paroissial situé dans la commune de Brasparts (Finistère, Bretagne). Il inclut l'église Notre-Dame-et-Saint-Tugen, un calvaire et un ossuaire,,. L'ensemble est classé monument historique en 1914.

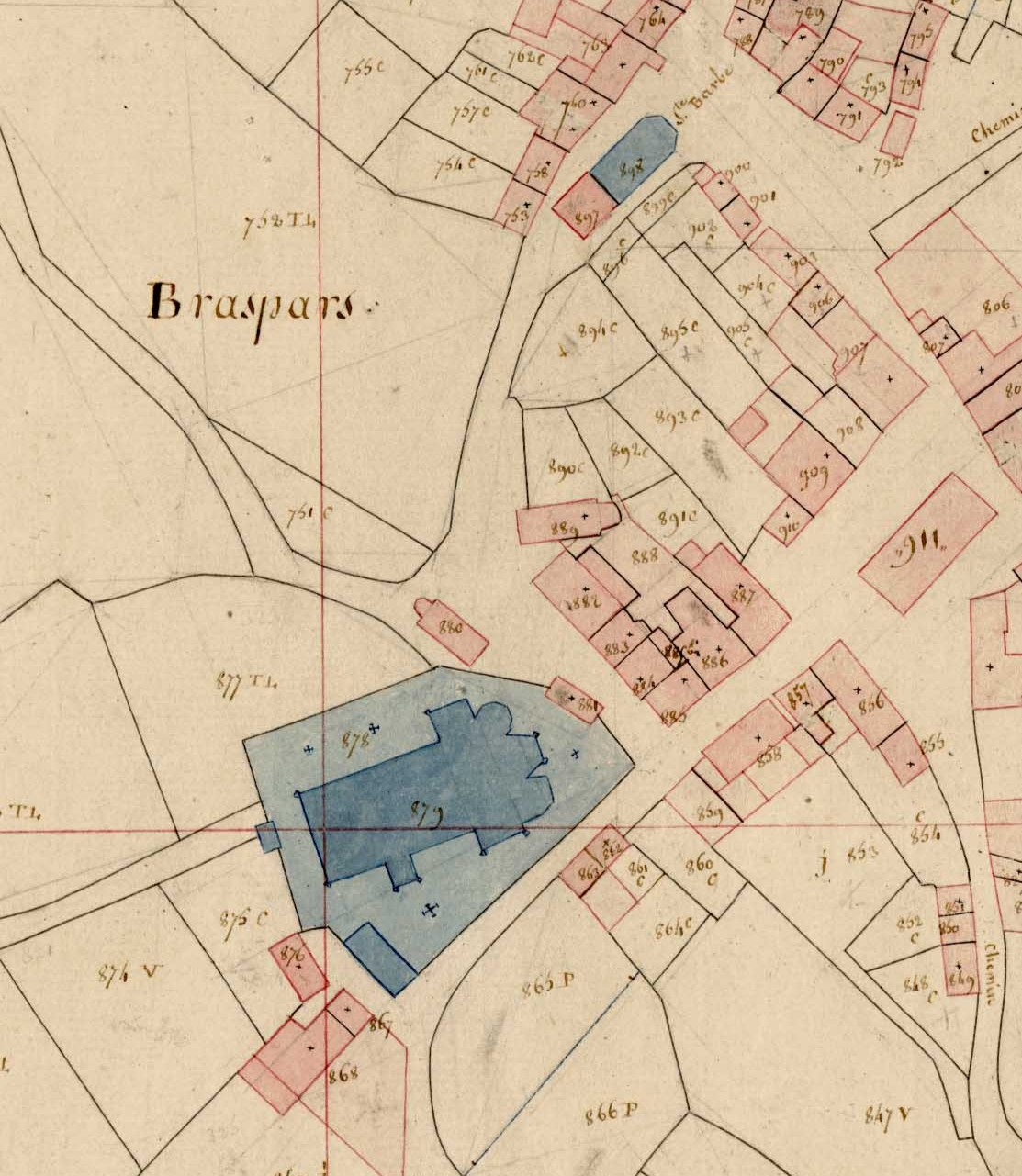
Plan de l'enclos en 1818. Avec l'église (879), et l'ossuaire à l'angle du cimetière. Le calvaire est également indiqué à côté de l'ossuaire.

## Galerie

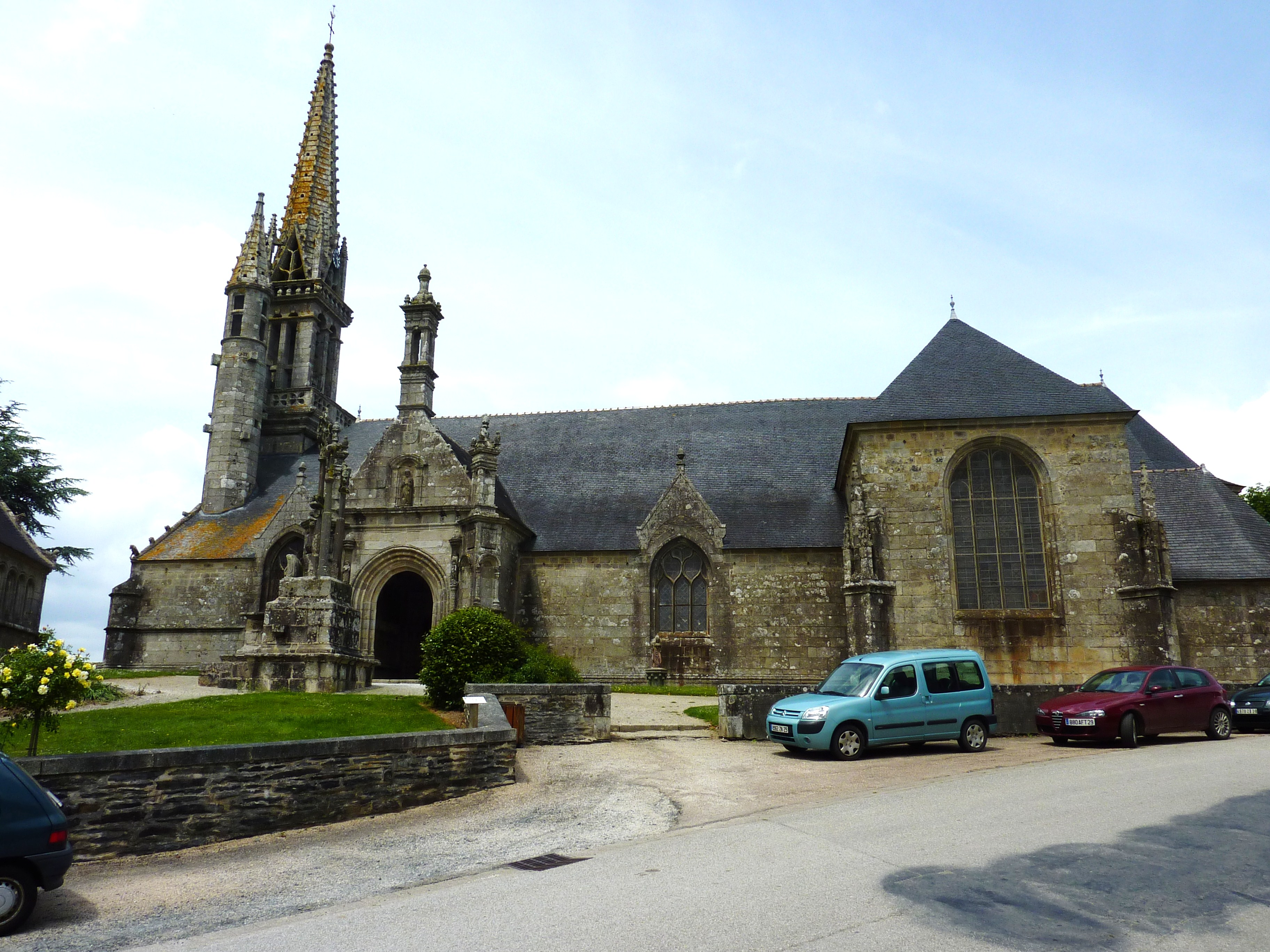
L'église.
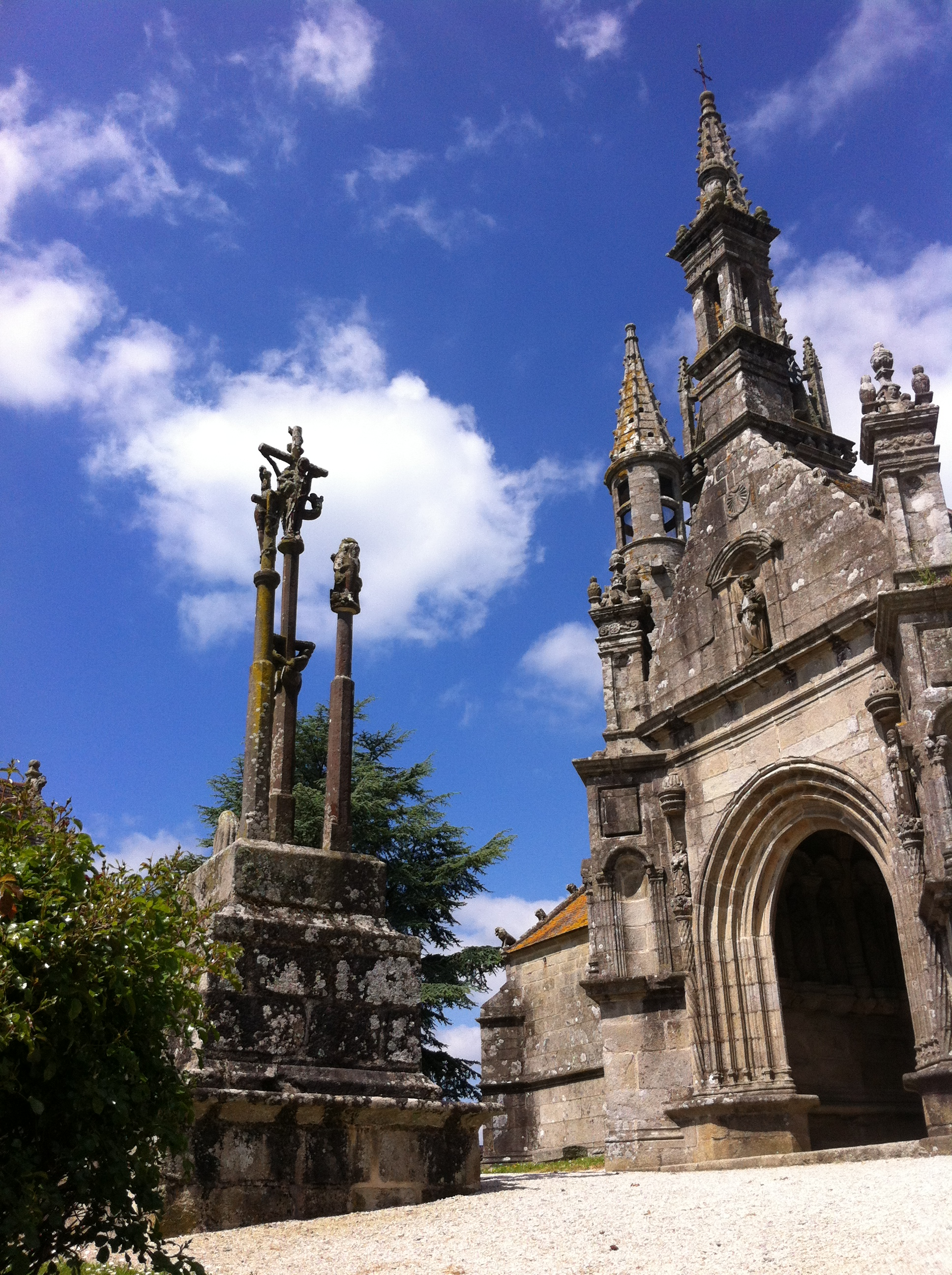
L'église et le calvaire.
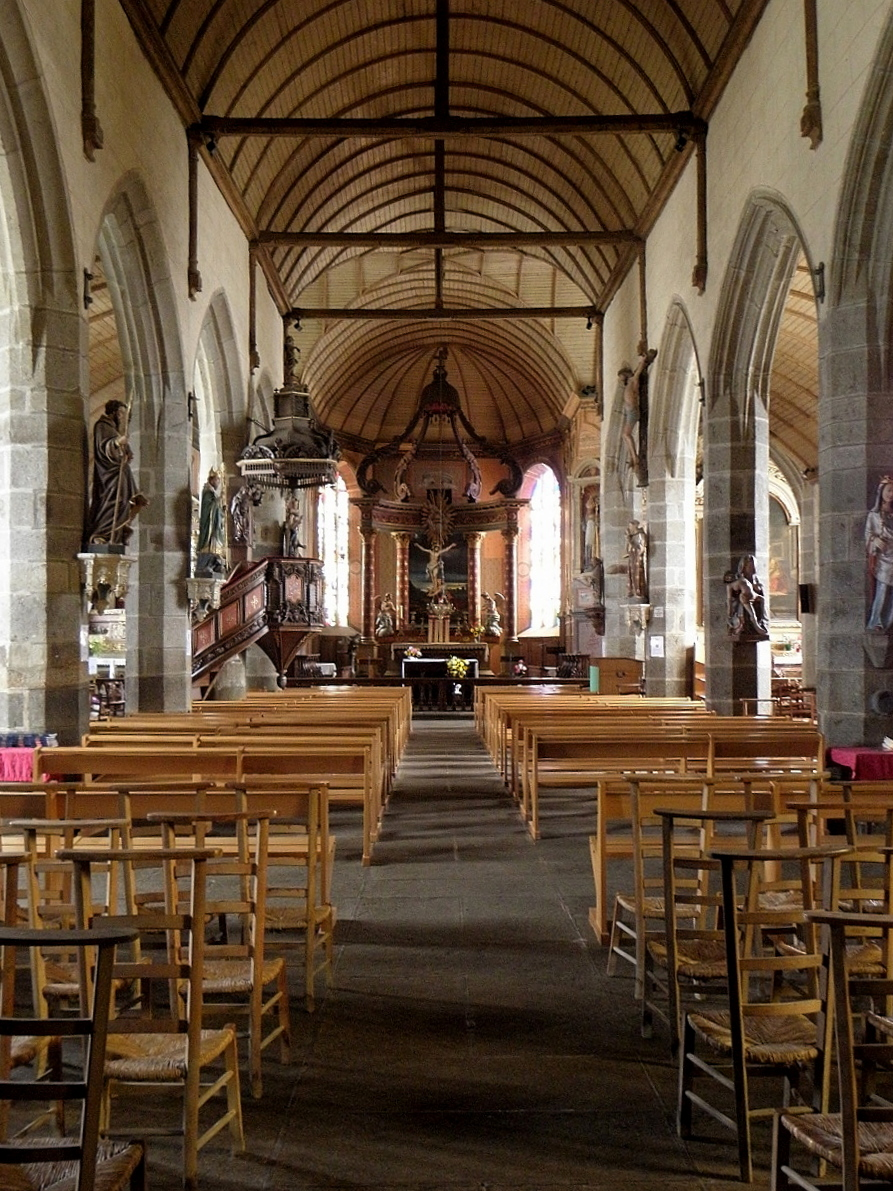
Intérieur de l'église.
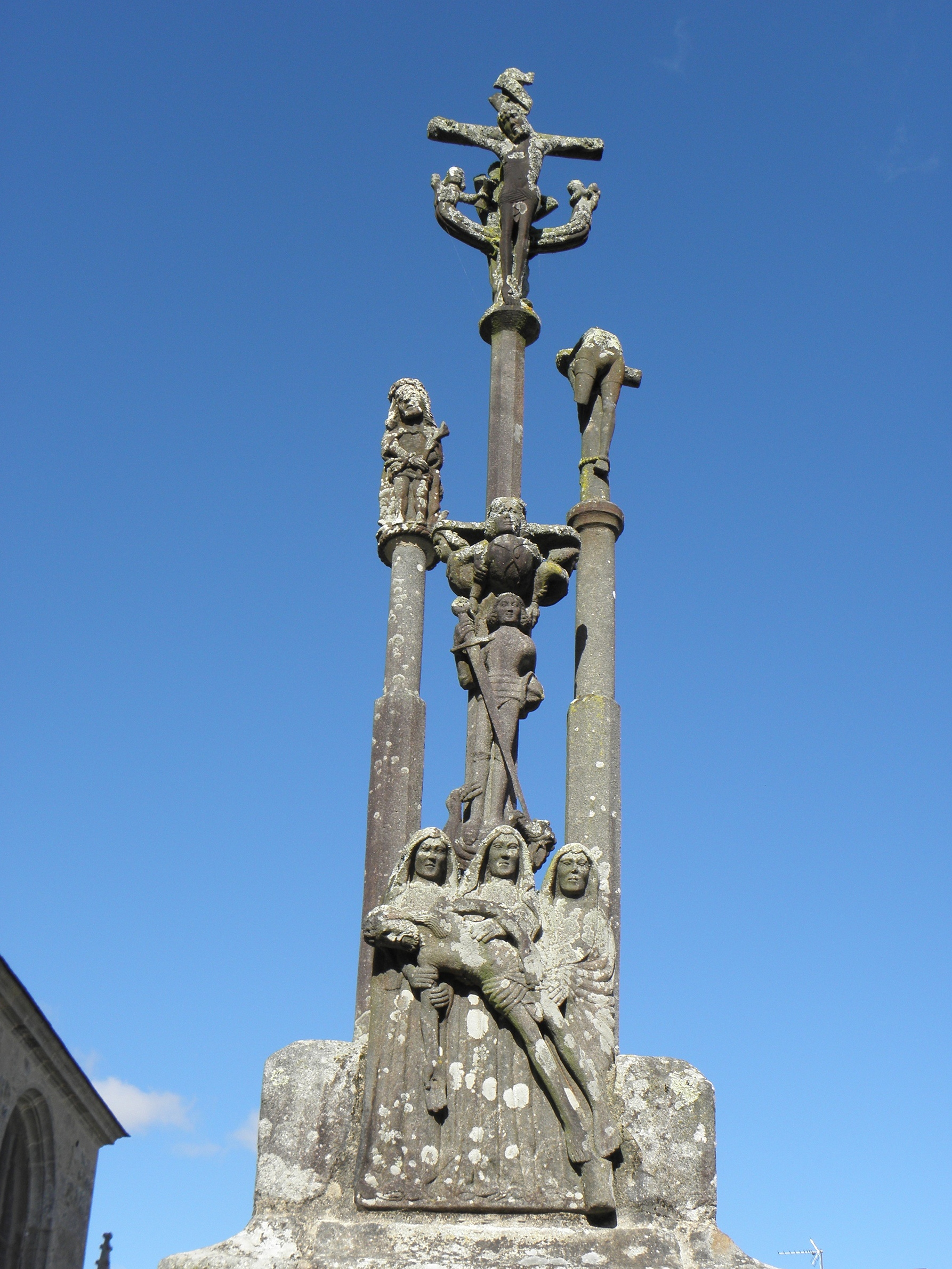
Le calvaire.
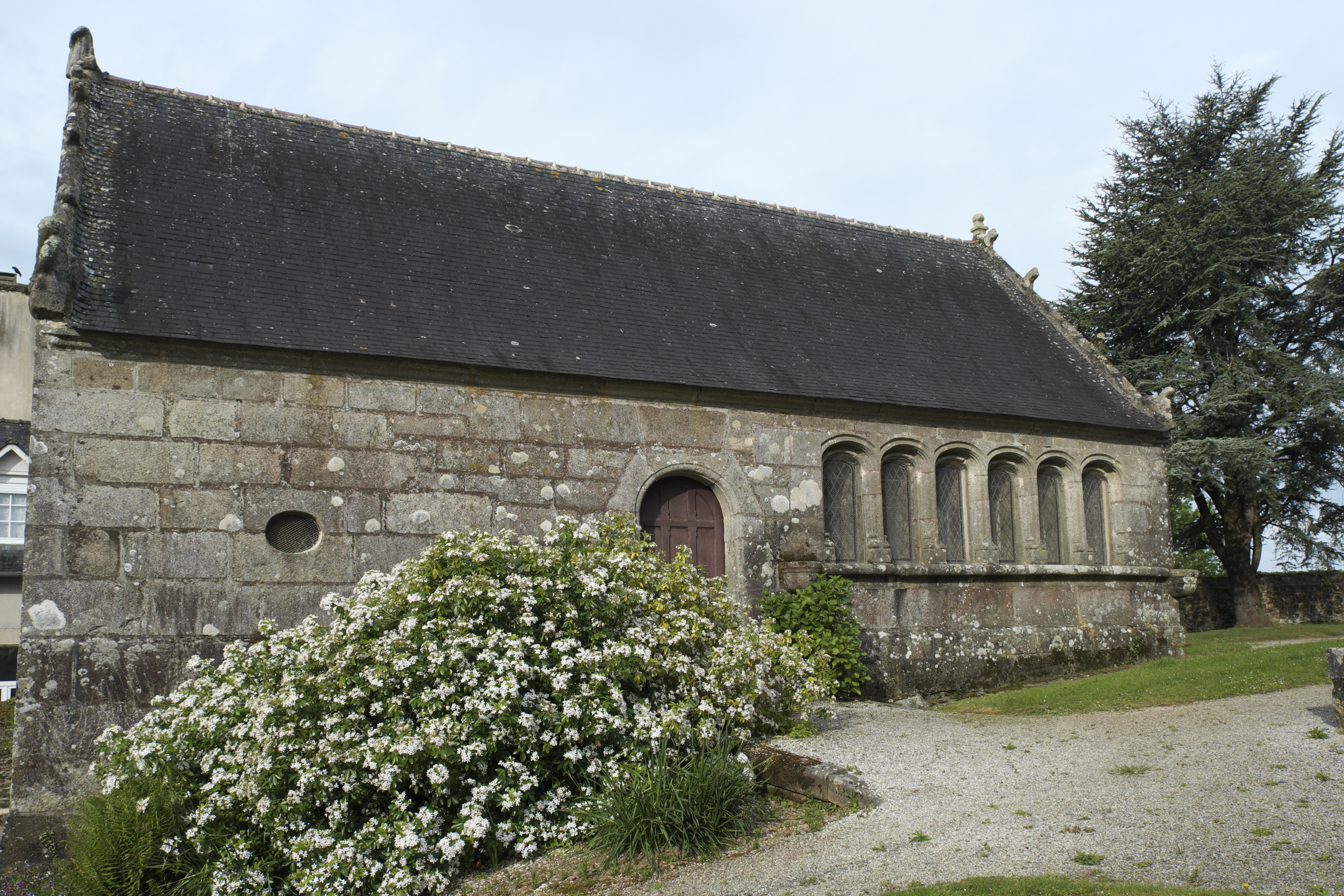
L'ossuaire.
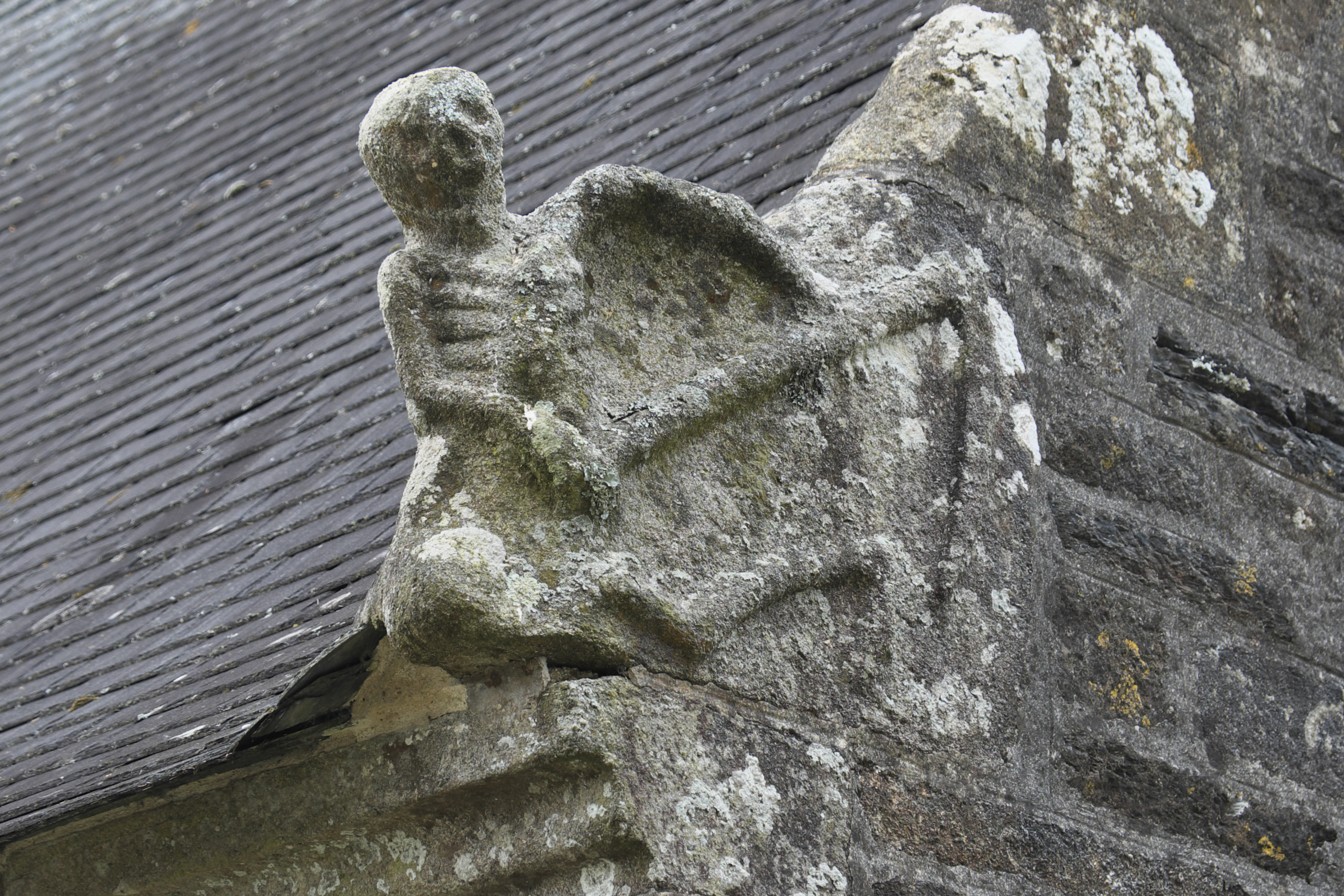
L'Ankou sur l'ossuaire.